# Cyclommatus bucephalus
Cyclommatus bucephalus es una especie de coleóptero de la familia Lucanidae.

## Distribución geográfica
Habita en Kalimantan (Indonesia).